# Orcet
 Orcet  es una población y comuna francesa, situada en la región de Auvernia, departamento de Puy-de-Dôme, en el distrito de Clermont-Ferrand y cantón de Veyre-Monton.

## Demografía
| 654 | 790 | 1349 | 2210 | 2522 | 2681 |
| Para los censos de 1962 a 1999 la población legal corresponde a la población sin duplicidades (Fuente: INSEE [Consultar]) |     |      |      |      |      |